# Джміль піренейський
Джміль піренейський (Bombus pyrenaeus) — вид комах ряду перетинчастокрилих.

## Ареал і підвиди
Вид з диз'юктивним ареалом, ізольовані локальні ареали якого охоплюють високогір'я гірських систем Центральної і Південної Європи.
В Україні B. pyrenaeus трапляється лише в високогір’ї Українських Карпат  з висот близько 700 м і вище, переважно у гірських масивах Ґорґан і Чорногори.
Насьогодні B. pyrenaeus поділяється на чотири підвиди:
| Підвид               | Ареал                    |
| -------------------- | ------------------------ |
| B. p. afasciatus     | Татри                    |
| B. p. balcanicus     | Карпати, Балканські гори |
| B. p. pyrenaeus      | Піренеї                  |
| B. p. tenuifasciatus | Альпи                    |

## Короткий опис  ейдономії  імагоB. p. tenuifasciatus
Довжина імаго B. p. tenuifasciatus може досягати 18-20 мм, а розмах крил - 26-30 мм.  Його передньоспинка та щиток вкриті  жовто-сірими волосками.  Їх розділяє суцільна перев'язка із чорних волосків. Між 1-м та 2-м тергітами також розташована перев'язка із жовто-сірих волосків. 3-й, 4-й, 5-й та 6-й тергіти черевця в помаранчевих волосках.

## Особливості біології та місця проживання
Поширений у буково-смерекових та смерекових лісах,а також на галявинах, лісових зрубах, полонинах з висот близько 700 м і вище. Живиться пилком і
нектаром і відповідно є запилювачем великої кількості гірських квіткових рослин, проте віддає перевагу Crocus vernus, Vaccinium corymbosum, Epilobium angustifolium та представникам триби Cynareae та роду Rhododendron.